# Beijing Arbejderstadion
Beijing Arbejderstadion (Simplificeret kinesisk:工人体育场, Traditionel kinesisk:工人體育場, Pinyin: Gōngrén Tǐyùcháng) er et stadion i Chaoyang distriktet i Beijing, Kina. Det bliver for det meste brugt til fodboldkampe. Beijing Arbejderstadion er en af de ti store bygninger som blev bygget i Beijing i 1959 i anledning af tiårsjubilæet for proklamationen af Folkerepublikken Kina. Stadion blev renoveret i 2004. 
Stadionet blev brugt som hovedstadion ved de Asiatiske Lege 1990 hvor både åbningsceremonien og afslutningsceremonien blev afholdt. 
Ved OL 2008 blev stadionet brugt til fodboldturneringens kvartfinaler og semifinaler.
Stadion fungerer som hjemmebane for den kinesiske fodboldklub Beijing Guoan, som spiller i Chinese Super League.
| Idrætsanlæg | Spire Denne artikel om et idrætsanlæg er en spire som bør udbygges. Du er velkommen til at hjælpe Wikipedia ved at udvide den. |

39°55′46″N 116°26′28″Ø / 39.92953°N 116.44114°Ø